# Шайбе, Герберт
Ге́рберт Ша́йбе (нем. Herbert Scheibe, 28 ноября 1914 года, Хоэнмёльзен — 7 февраля 1991 года, Берлин) — военный деятель ГДР, в 1967—1972 годах командующий ВВС/ПВО ННА, генерал-полковник (1972 год).

## Молодые годы
Из рабочей семьи. После окончания народной школы обучался и впоследствии работал по специальности наборщик. В 1929 году вступил в профсоюз. В 1930-1933 годах Шайбе состоял членом Коммунистического союза молодёжи Германии. После прихода Гитлера к власти в 1933 году занимался нелегальной деятельностью. В августе 1933 года был арестован по обвинению в «попытке государственной измены» и приговорён к восьми месяцам тюремного заключения. В июне 1934 года был освобождён из заключения, но уже в июне 1935 года снова арестован и приговорён к двум годам и трём месяцам тюремного заключения в исправительном доме замка Остерштайн в Цвиккау. В 1937 году переведён в концлагерь Бухенвальд, из которого был освобождён только 11 апреля 1945 года. В том же году он стал членом КПГ.

## На службе ГДР
1 июня 1945 года Герберт Шайбе вступил в военизированные органы Советской оккупационной зоны. В 1945-1948 годах работал в уголовной полиции Лейпцига. В 1948-1949 годах Шайбе руководит отделом уголовной полиции в Гёрлице. В 1949-1950 годах он обучается на специальных курсах при Военной академии в СССР. После своего возвращения из СССР Шайбе в 1950—1951 годах служит заместителем начальника Дежурной части Народной полиции Пренцлау (нем. Stellvertretender des Kommandeurs der VP-Bereitschaft Prenzlau). В 1951-1954 годах он участвует в создании военной разведки, будучи сначала руководителем отдела, а затем — начальником управления в штабе Главного Управления Боевой Подготовки. В 1954-1956 годах Шайбе — начальник второго управления при штабе КНП (нем. Chef der 2. Verwaltung beim Stab der KVP). В 1956-1957 годах он в чине полковника возглавляет Разведывательное Управление Министерства Национальной Обороны (нем. Leiter der Verwaltung Aufklärung (militär. Nachrichtendienst) im MfNV). В 1957-1959 годах Шайбе проходил обучение в Военной академии Генерального штаба СССР. После возвращения из Советского Союза в качестве дипломированного специалиста Шайбе в 1959-1960 годах занимает пост начальника Оперативного управления и заместителя начальника Главного штаба в министерстве национальной обороны (одновременно) (нем. Stellvertretender Chef des Hauptstabes und Chef der Verwaltung Operationen im MfNV). С 1 ноября 1960 года по 14 марта 1967 года Шайбе — начальник штаба и заместитель командующего ВВС/ПВО (нем. Stellvertretender Chef des Kommandos Luftstreitkräfte/ Luftverteidigung (LSK/LV) und Chef des Stabes). Будучи в этой должности он 7 октября 1961 года получает звание генерал-майора, а 1 марта 1966 года, в десятую годовщину образования ННА ему присваивается звание генерал-лейтенант. С 15 марта 1967 года по 14 марта 1972 года он командующий ВВС/ПВО ННА (на этом посту он заменяет Хайнца Кесслера). 1 марта 1972 года ему было присвоено звание генерал-полковника. Одновременно в 1967-1976 году он кандидат в члены ЦК СЕПГ, а в 1976—1986 — член ЦК СЕПГ. С 1972 года и вплоть до своего выхода в отставку 15 марта 1985 года Герберт Шайбе являлся руководителем Отдела Безопасности ЦК СЕПГ (нем. Leiter der Abteilung Sicherheit des Zentralkomitees der SED).

## Воинские звания
- Генерал-майор — 7 октября 1961 года;
- Генерал-лейтенант — 1 марта 1966 года;
- Генерал-полковник — 1 марта 1972 года.

## Награды
- Орден Карла Маркса — 1974 год
- Орден «За заслуги перед Отечеством» (ГДР) — 1966 год
- Боевой орден «За заслуги перед народом и Отечеством» — Золото
- Медаль за заслуги Германской Демократической Республики ГДР
- Медаль за заслуги Национальной Народный Армии ГДР — Золото